# Thiothrix
Thiothrix — рід грам-негативних протеобактерій родини Thiotrichaceae. Це нитчасті, сульфат-відновлюючі, паличкоподібні бактерії (завширшки 0,7–1,5 мкм та завдовжки 1,2–2,5 мкм). Вони утворюють оголені багатоклітинні нитчасті колонії, які прикріплені біля основи, і утворюють гонідії на своєму вільному кінці. Верхівкові гонідії мають ковзну рухливість. Нитчасті розетки не завжди утворюються, але є типовими. Сірка відкладається під час інвагінації всередині клітинної мембрани.

## Екологія
Мешкають переважно в проточній воді, що містить джерело сульфіду, але також присутній у системах очищення стічних вод з активним мулом. Аероби або мікроаерофіли. Це можуть бути факультативні автотрофи, хемоорганотрофи та міксотрофи. Діапазон температур для зростання може варіюватися від холодних джерел до гарячих вентиляційних отворів, тоді як солоність може варіюватися від прісної до океанської води. Можуть бути в симбіотичних стосунках з іншими організмами.

## Види
- Thiothrix caldifontis  Chernousova 2009[3]
- Thiothrix fructosivorans  Howarth et al 1999[4]
- Thiothrix lacustris  Chernousova 2009[3]
- Thiothrix nivea Rabenhorst 1865) Winogradsky 1888[2]
- Thiothrix unzii  Howarth et al 1999[4]